# Stanisław Luty
Stanisław Luty (ur. 1 stycznia 1922 w Proszowicach, zm. 19 maja 2016 w Krakowie) – polski chemik, poseł na Sejm PRL VII kadencji.

## Życiorys
Syn Piotra i Józefy. W latach 1943–1944, w czasie okupacji, uczestniczył w ruchu oporu w organizacji partyzanckiej, a także w bezpośrednich walkach na obszarze powiatów miechowskiego i pińczowskiego w oddziałach Armii Krajowej. W 1945 zdał maturę, a w latach 1945–1951 był studentem Wydziału Chemicznego Uniwersytetu Jagiellońskiego. W marcu 1950 podjął pracę zawodową w Zakładach Chemicznych „Alwernia” w Kwaczale – początkowo jako kierownik kontroli jakości produkcji, a pół roku później został zastępcą dyrektora ds. technicznych. Pełnił też funkcje radnego Gminnej Rady Narodowej w Alwerni, prezesa koła Związku Bojowników o Wolność i Demokrację przy Zakładach Chemicznych Alwernia oraz członka zarządu Stowarzyszenia Inżynierów i Techników Przemysłu Chemicznego. W 1976 uzyskał mandat posła na Sejm PRL w okręgu Kraków. Zasiadał w Komisji Górnictwa, Energetyki i Chemii oraz w Komisji Planu Gospodarczego, Budżetu i Finansów. Przez wiele lat był dyrektorem ZCh „Alwernia”.
Pochowany 24 maja 2016 w na cmentarzu parafialnym w Proszowicach.

## Odznaczenia
- Brązowy Krzyż Zasługi z Mieczami (1945)
- Odznaka Grunwaldzka (1946)
- Krzyż Walecznych (1946)[3]
- Srebrny Medal „Zasłużonym na Polu Chwały” (1946)[3]
- Medal Zwycięstwa i Wolności 1945 (1947)
- Złoty Krzyż Zasługi (1965)
- Srebrny Krzyż Zasługi (1955)[4]
- Krzyż Kawalerski Orderu Odrodzenia Polski (1971)
- Medal 30-lecia Polski Ludowej (1974)
- Krzyż Partyzancki
- Złota Odznaka „Za zasługi dla przemysłu chemicznego”
- Złota Odznaka za zasługi dla Ziemi Krakowskiej